# بيل بيلي (لاعب كرة قدم أمريكية)
بيل بيلي (بالإنجليزية: Bill Bailey)‏ هو لاعب كرة قدم أمريكية أمريكي، ولد في 12 أبريل 1916 في توماسفيل في الولايات المتحدة، وتوفي في 9 أغسطس 1990 في وينستون-سالم في الولايات المتحدة.